# КАМАЗ-63968 «Тайфун»
КамАЗ-63968 «Тайфун-К» — універсальний броньований автомобіль підвищеної захищеності на оригінальному шасі. Належить до машин класу MRAP (захищені від мін та засідок). Є частиною сімейства бронеавтомобілів «Тайфун».
Бронемашина була створена після затвердження Концепції розвитку військової автомобільної техніки Збройних Сил Російської Федерації на період до 2020 року, в якій намічено виробництво автотехніки на основі уніфікованих сімейств.
КАМАЗ-63968 «Тайфун» є частиною нового етапу в розробці російської автотехніки для збройних сил.

## Історія
Питання створення надійно захищених машин виникли ще в 1980-х рр. Секретна розробка під кодовою назвою «Гараж» мала на увазі створювання лінії уніфікованих вантажних бронемашин для спеціальних родів військ.
Ставка була на три союзних підприємства, МАЗ, Урал і КамАЗ, які повинні були створювати уніфіковані вузли. Розпад СРСР поклав кінець створюванню машин тих літ.
Напрацювання стали у пригоді вже при створюванні платформи Тайфун, розпочаті з 2010 року.
Довелось розглянути досвід стандартів НАТО STANAG 4569, який формувався війнами в Іраку та Афганістані, бо своїх машин такого роду в Росії до реформування не було.
У 2010 році з'явився план розвитку автомобільного транспорту російських ЗС, і саме в ньому передбачалось створення своїх MRAP. За роботу взялись відразу декілька заводів: КамАЗ, Уральский автозавод, ЯМЗ, дослідні центри й інститути.
Перший взірець КамАЗ 63968 Тайфун-К (К – означає КамАЗ, У – в свою чергу Урал) був показаний у 2011 році в Нур-Султані (Казахстан), ще не готова до випуску модифікація потенційно продемонструвала себе на виставці, згодом порівнюючи її з аналогічними характеристиками MRAP IVEKO, Тайфун-К все ж обрали військові. У 2013 році, після 3-х річної роботи 120 підприємств, куди увійшли заводські КБ і наукові інститути країни, був показаний готовий проект, дороблений до 2015 року.
Всього ж КамАЗ створив три MRAP, ще два створили на Уральскому автозаводі.

## Конструкція
Всі ці автомобілі мають високу захищеність і створені для виконання транспортних функцій, в том числі і в зонах бойових дій.
В першу чергу вони потрібні для перевезення солдатів, зброї, БК і іншого. На базі даних машин можливо зробити авто, які будуть виконувати спеціалізовані функції.
Наприклад, машини зв'язку або медичні автомобілі, евакуатори, пересувні командні пункти, крани.
На всіх цих автомобілях змонтований двигун ЯМЗ-536, вони уніфіковані по елементам ходової частини і бронювання. Також в кожному з машин сімейства «Тайфун» є бортова інформаційна-керуюча система, яка оброблює інформацію стосовно роботи всіх вузлів і агрегатів машини і демонструє її водію. Кабіна водія і транспортний відсік дуже зручні. В якому встановлені комфортні крісла з підголовниками, тримачами зброї і ремені безпеки.
Для зменшення дії ударної хвилі крісла кріпляться до стінки бронемодуля. На кришу може монтуватися кулемет. Є кондиціонер.
Вихід відбувається через задню апарель або через бокові двері. В даху є люк для аварійної евакуації.
Колеса MRAP є кулестійкі, з підкачкою повітря. В кабіні встановлена система "БИУС", яка регулює роботу всіх систем MRAP.

## Озброєння та захист
На всі «Тайфуни» можна монтувати кулеметний модуль. Захист – комбінований, виконаний із металу і кераміки, він забезпечує 4 клас захисту. Периметр MRAP забезпечений відеокамерами, які дозволяють моніторити навколишнє середовище прямо із транспортного відсіку або кабіни. Всі машини сімейства «Тайфун» мають три або ж чотиривісну систему.
КамАЗ-63968 «Тайфун» витримує підрив 8 кг тротилу під будь-якою частиною автомобіля. Захист комбінований – сталь і кераміка, броня може витримувати кулю калібру 14,5 мм з кулемета КПВТ, а також бронебійну 7,62-мм кулю Б-32 із СВД.
В той самий час є думка що захист "Тайфун-К" може протистояти більшим загрозам, які були окреслені на одній з платформ на досвіді Війни в Сирії. Кабіна машини захищена посиленою бронею. Передбачено також установка захисту на лобове скло. За наявною інформацією, броня дає захист особового складу від 30-мм снарядів.
"Тайфун-К" може протистояти РПГ. Від цих загроз машину можуть врятувати спеціальні навесні елементи, які надійно захищають екіпаж від кумулятивних струй. Вони являють собою решітки та полімерні мати, рівномірно встановлені периметром корпусу.

## Варіанти
Колісна формула 4×4
- КАМАЗ-5388 — 4×4 броньоване шасі
- КАМАЗ-5388 — 4×4 бронетранспортер
- КАМАЗ-53888 — 4×4 броньована вантажівка

Колісна формула 6×6
- КАМАЗ-6396 — 6×6 броньоване шасі
- КАМАЗ-6396 — 6×6 броньована вантажівка
- КАМАЗ-63968 — 6×6 бронетранспортер

Колісна формула 8×8
- КАМАЗ-6398 — 8×8 броньоване шасі
- КАМАЗ-6398 — 8×8 броньована вантажівка
- КАМАЗ-63988 — 8×8 Armoured personnel carrier

## Машини на основі

### КАМАЗ-63969
КАМАЗ-63969 — бронетранспортер-амфібія з колісною формулою 6×6 та дистанційно-керованим бойовим модулем.

## Бойове застосування

### Громадянська війна в Сирії
Машини КАМАЗ-63968 «Тайфун-К» були відправлені до Сирії разом з підрозділами військової поліції на початку 2017 року.
В Сирії "Тайфуни-К" використовувалися не тільки для транспортування особового складу, а і для доставки гуманітарної допомоги.
18 листопада 2019 року в місті Кобані Сирії, чергуючи та будучи в спільному російсько-турецькому конвої, в складі якого входили MRAP «Тайфун К», був атакований групою жителів міста, які кидали каміння і пляшки з запалювальною сумішшю. Постраждав тільки верхній шар скла.

### Російсько-українська війна

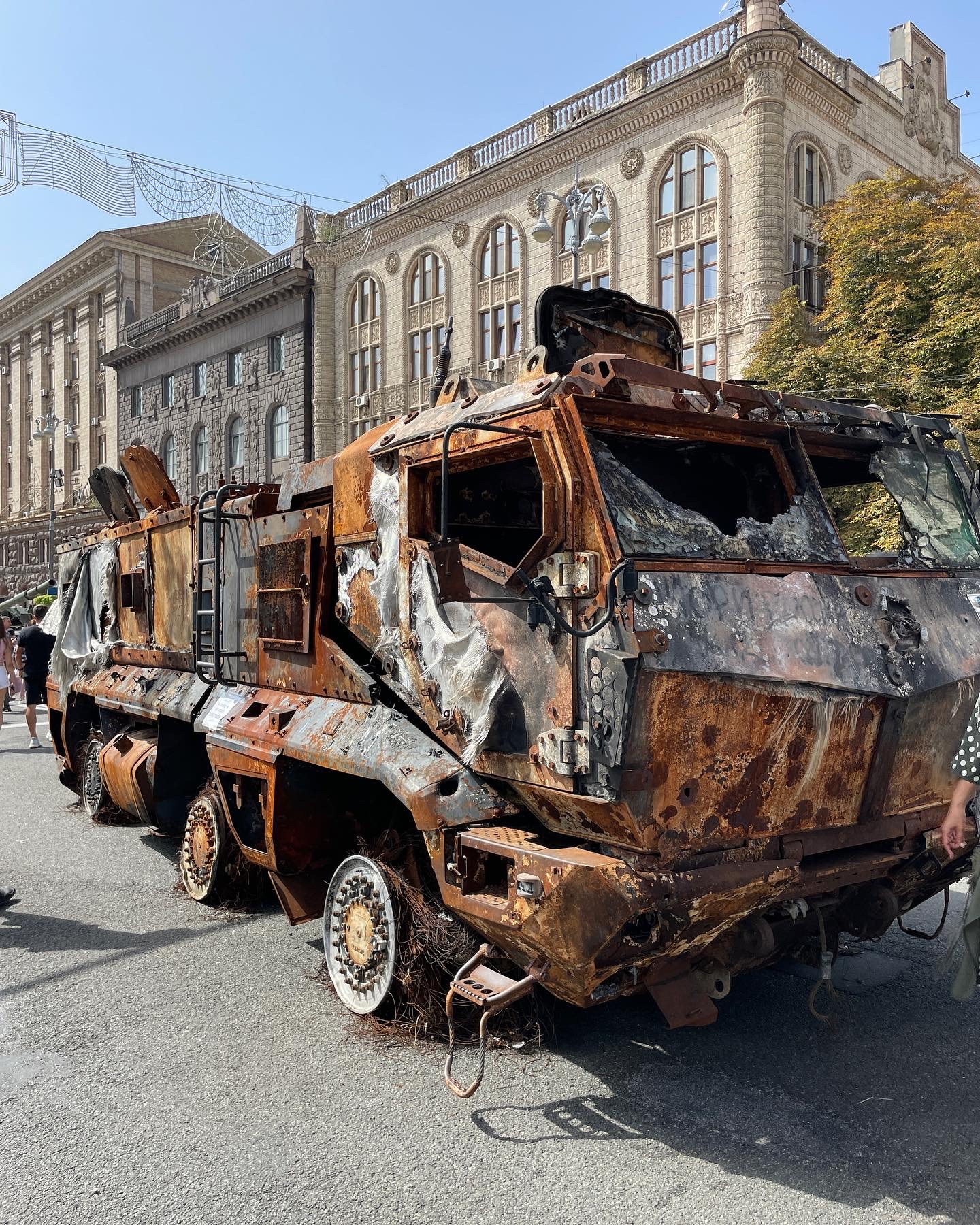
КамАЗ-63968 «Тайфун» російських загарбників в Києві у серпні 2022 року

- 26.02.2022 в ході запеклих боїв силами ЗСУ був знешкоджений і захоплений найбільш передовий і захищений російський бронеавтомобіль КАМАЗ-63968 (6х6), відомий також як «Тайфун-К». Фото трофея опублікував. Як було видно після бою позначки від куль на лобовому склі і передньої частини кабіни, також пробиті колеса.[8]

- На 19.03.2022 ЗСУ вдалось знищити не одну одиницю російського КамАЗ-63968 «Тайфун-К»[9][10]. Після одного з боїв очевидці сфотографували повністю згорілий MRAP на узбіччі[11]

- Всього станом на 3 квітня 2022 року редактори ресурсу Oryx знайшли у відкритих джерелах відео та фото підтвердження втрати 10 машин КамАЗ-63968 «Тайфун-К»[12].

- На початку квітня 2022 року Силам оборони України вдалось захопити застряглий у багнюці неушкоджений і працездатний «Тайфун-К»[13][14].

## Оператори
- Росія — 80 одиниць в Південному військовому окрузі станом на початок Російсько-Української війни (24.02.2022).[13]
- Туркменістан — кількість не відома. Декілька машин брали участь у військовому параді з нагоди 30 років незалежності у вересні 2021 року[15].
- Україна — 4 одиниці (Трофейні)